# Liebling község
Liebling község (románul: Comuna Liebling) község Temes megyében, Romániában. Központja Liebling, beosztott falvai Józsefszállás, Temescserna.

## Népessége
A 2011-es népszámlálás adatai alapján a község népessége 3723 fő volt.